# Botaniska Notiser
Botaniska Notiser (abreviado Bot. Not.) fue una revista ilustrada sueca con descripciones botánicas editada en Lund por la Lunds Botaniska Förening desde el año 1839 hasta 1980, cuando se fusionó con Botanisk Tidsskrift, Friesia y  Norwegian Journal of Botany para formar Nordic Journal of Botany. En 2004, la revista volvió a aparecer como un diario regional de la botánica en el sur de Suecia.
Monografías fueron publicados en una serie paralela, en Botaniska Notiser Supplement (1947-1954). Esta serie se fusionó el año 1980 con Dansk Botanisk Arkiv bajo el nombre de Opera Botanica, que desde entonces ha sido la serie de monografías de la Nordic Journal of Botany.

## Editores
- 1900-1921 C. F. O. Nordstedt
- 1922-1928 Harald Kylin
- 1929-1937 Nils Sylvén
- 1938-1949 Henning Weimarck
- 1950-1953 H. Hjelmqvist
- 1954-1955 Tycho Norlindh
- 1956-1957 Henning Weimarck
- 1958-1964 H. Hjelmqvist
- 1965-1966 Bertil Nordenstam
- 1967-1968 Rolf Dahlgren
- 1969-1970 Ingemar Björkqvist y Hans Runemark
- 1971-1972 Arne Strid
- 1972-1975 Gunnar Weimarck
- 1976-1979 Thomas Karlsson